# Achomi
Gli achomi o khomoni o lari sono persone di discendenza persiana che vivono nell'Iran meridionale (province meridionali di Fars e Kerman, in tutta l'Hormozgan e nella parte orientale della provincia di Bushehr) e in altri paesi del Golfo Persico, per la maggior parte sunniti. Questo gruppo etnico parla la Lingua achomi (che è più antica del persiano moderno e più simile al persiano antico).